# Lee Sun-hee
Lee Sun-hee (kor. 이선희; ur. 21 października 1978 w Seulu) – południowokoreańska zawodniczka taekwondo, mistrzyni olimpijska z Sydney (2000), mistrzyni świata.
W 1992 roku zwyciężyła w zawodach pokazowych w kategorii do 70 kg rozgrywanych podczas igrzysk olimpijskich w Barcelonie (taekwondo nie było sportem olimpijskim, więc zawodniczka nie zdobyła medalu). W 2000 roku wystąpiła na igrzyskach w Sydney. W zawodach olimpijskich zwyciężyła we wszystkich pojedynkach w kategorii do 67 kg, zdobywając złoty medal i tytuł mistrzyni olimpijskiej. 
W 2003 roku w Garmisch-Partenkirchen zdobyła złoty medal mistrzostw świata w kategorii do 67 kg, w 1998 roku srebrny medal igrzysk azjatyckich w kategorii do 60 kg, w latach 1992–2004 cztery medale mistrzostw Azji (trzy złote i jeden brązowy), a w 1996 roku została mistrzynią świata juniorek w kategorii wagowej do 62 kg.